# Palacio de la China
El Palacio de la China es un palacio situado en la ciudad de Mérida (España). Se encuentra en el centro de la ciudad, en la plaza de España. Fue construido en 1928 para albergar una galería comercial y se caracteriza por su arquitectura ecléctica, combinando varios estilos, aunque el más señalado es el neomudéjar, influenciado por el regionalismo historicista andaluz y especialmente sevillano. Debe su nombre a los motivos orientales con los que está decorado.

## Historia
El Palacio de la China se construyó en 1928 como galería comercial a expensas del comerciante Bartolomé Gil. Durante la década de 1940 del primer franquismo, época conocida como «los años del hambre», la entrega de las cartillas de racionamiento a los vecinos se realizaba en el Palacio de la China.
Desde la década de 1980 hasta los años 2000 el edificio estuvo más de veinte años cerrado. En el año 2008 el edificio se encontraba dividido en dos partes. Una estaba ocupada por un local comercial y por dependencias de la Consejería de Educación de la Junta de Extremadura. La otra mitad fue adquirida en el año 2008 por la empresa Construcciones Parejo para instalar otro local comercial en la planta baja y varias oficinas en las tres plantas superiores. La compra se realizó por 1,68 millones de euros.
En diciembre de 2016 se desprendió parte de uno de los pináculos del edificio, lo que obligó a precintar la zona para evitar accidentes. Debido a la falta de medios económicos del propietario para proceder a la reparación, fue el Ayuntamiento de Mérida quien finalmente financió y ejecutó los trabajos de restauración. En febrero de 2017 se procedió a la revisión de las volutas y pináculos de las cornisas y de los azulejos de los balcones. Se retiraron 4 piezas completas y 21 fragmentos que presentaban riesgo de desprendimiento. Estas piezas se llevaron al almacén del Consorcio de la Ciudad Monumental de Mérida para luego restituirlos en su lugar.
En junio de 2025 se vendió tras décadas de uso y los nuevos dueños, que ya tenían la parte derecha del edificio, pretenden convertirlo en un céntrico hotel. Esta venta da a los nuevos empresarios el un 90% aproximadamente del edificio, manteniendo la planta baja la familia Gil. Esto cambiaría el edificio que se encontraba en desgaste y decadencia, por un proyecto de futuro más próspero. 